# Rudolf Stolz
Rudolf Stolz (* 8. Mai 1874 in Bozen; † 7. August 1960 in Moos) war ein Südtiroler Maler und Schöpfer von Grafiken und Fresken.

## Leben
Rudolf Stolz studierte 1896/1897 in München an der Privatschule von Walter Thor und besuchte anatomische Vorlesungen an der Königlichen Akademie der Bildenden Künste. Er lebte und arbeitete zuerst in Bozen und ab 1943 in Sexten.
Er war, wie seine Brüder Ignaz Stolz (1868–1953) und Albert Stolz (1875–1947), ein Defregger-Nacheiferer. Seine Tochter, Margarethe Stolz-Hoke, war von 1954 bis 1985 mit dem Maler Giselbert Hoke verheiratet, wurde Landschafts- und Porträtmalerin und lebte in Kärnten.
Im Ersten Weltkrieg war Rudolf Stolz zusammen mit seinem Bruder Albert von 1915 bis 1916 als Kriegsmaler im Standschützenbataillon Bozen an der italienischen Front bei Riva am Gardasee tätig und fertigte dort eine Reihe von Zeichnungen und Aquarellen an. Diese Ansichten waren als offizielles Kriegstagebuch angelegt worden, gleichzeitig entstand aber auch ein inoffizielles „Bilder-Tagebuch“, das die tatsächlichen Vorkommnisse ohne Kriegsverherrlichung beschrieb.
In den 1920er-Jahren waren seine Bilder Teil der Wanderausstellung, die 1925 von Gelsenkirchen aus in mehreren deutschen Städten gezeigt wurde und anschließend auch in der Wiener Secession zu sehen war. Sein Hauptwerk sind die Friedhofsfresken (Totentanz) am Friedhof von Sexten (1924).
Neben Ignaz Stolz war es vor allem Rudolf Stolz, der das künstlerische Erbe von Albin Egger-Lienz verwaltete. Egger-Lienz, mit dem er nur einmal zusammentraf, lobte sein Werk, sodass der bekannte Architekt Clemens Holzmeister ihn für die Ausgestaltung des 1929–1931 gebauten Hotels „Drei Zinnen“ in Sexten auswählte. „Wenn es Rudolf Stolz malt, brauche ich keinen Entwurf zu sehen.“ Diese Fresken sind nur für die Hotelgäste zu besichtigen.
1940 wurde Stolz von Gauleiter Franz Hofer in der Aula Magna der Universität Innsbruck für seine den nationalsozialistischen Machthabern genehmen Arbeiten, die auch auf der „Gau-Kunstausstellung Tirol-Vorarlberg“ desselben Jahres zu sehen waren, der Mozart-Preis verliehen. Für das Kreisschießen der Südtiroler Standschützen, das NS-Gauleiter Hofer am 13. Mai 1944 in Bruneck eröffnete, schuf Stolz die Ehrenscheibe, die „vor einer Landschaft die Kreisstadt Bruneck ein Paar mit der Pustertaler Tracht [zeigt], das einem feldgrauen Soldaten die Hände bietet“.
Nach dem Zweiten Weltkrieg wurde Stolz Mitglied des 1946 gegründeten Südtiroler Künstlerbundes.
In Bozen ist eine Grundschule nach Rudolf Stolz benannt.

## Auszeichnungen
- 1940: Wolfgang-Amadeus-Mozart-Preis
- 1958: Ehrenmitglied des Südtiroler Künstlerbundes

## Werke (Auswahl)

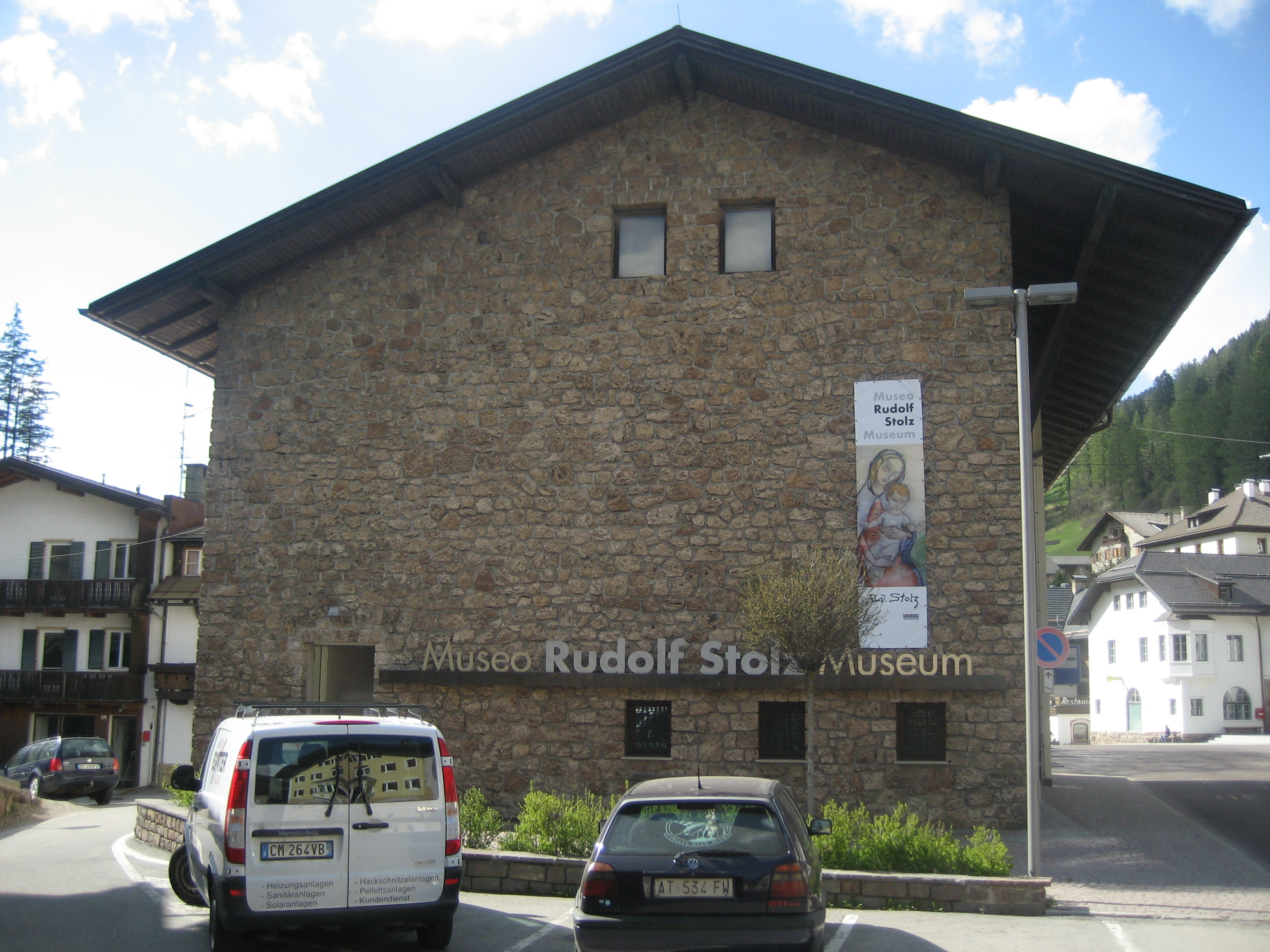
Rudolf-Stolz-Museum

- Glasgemälde für die Kirche in Terlan (1913)
- Szenen aus dem Nibelungenlied in der Turnhalle von Bozen (1919; von den Faschisten zerstört)
- Kriegerdenkmäler in Lana und Brixen (1920, 1921)
- zwei Arkadenfresken am Friedhof in Sexten und folkloristische Wandbilder im Hotel „Mondschein“ in Bozen (1923)
- Totentanzzyklus im Friedhof von Sexten (1924)
- Fresko an der Außenfassade der Kirche St. Walburg in Ulten (1927)
- Fassade des Farbenhauses Amonn in Bozen (1928)
- Pfarrkirche Kufstein-St. Vitus in Kufstein (1929)
- Fresken im Hotel „Drei Zinnen“ in Sexten (1930/1931)
- Fresken in der Ankunftshalle des Innsbrucker Hauptbahnhofes (1931; verloren gegangen)
- Speckbacher 1809 (1943)
- Sarner Hirte, Aquarell (1944)
- Sgraffiti an der Sparkasse Innichen (1952)
- Fresko am Florianitor in Bruneck

Quelle:
Eine Werkschau findet sich im 1969 eröffneten Rudolf-Stolz-Museum in Sexten. Es zeigt in zwei Schauräumen vorwiegend Planskizzen und Entwürfe zu den zahlreichen Fresken sowie Studien, Aquarelle und graphische Arbeiten.

### Charakterisierungen
„... die Bozner Brüder Ignaz, Albert und Rudolf Stolz ... Ihnen war auch die Gunst des Publikums gegeben, ihre ausdrucksvolle Prägnanz und ihr zum Teil sehr starkes künstlerisches Temperament führten ihr Werk zu einer ausgereiften Perfektion, wie dies beispielsweise die Fresken im Friedhof von Sexten und die Fassade des Amonn-Hauses am Bozner Rathausplatz, beide von Rudolf Stolz, eindrucksvoll zeigen.“ (Othmar Parteli)
„Die Kompositionen des Malers [Rudolf Stolz] zeigen tiefe Verbundenheit mit den Menschen, dem Volks- und Brauchtum der Heimat. Das aber besagt, dass sie zugleich echtes Deutschtum beinhalten.“ (Kurt Pichler)

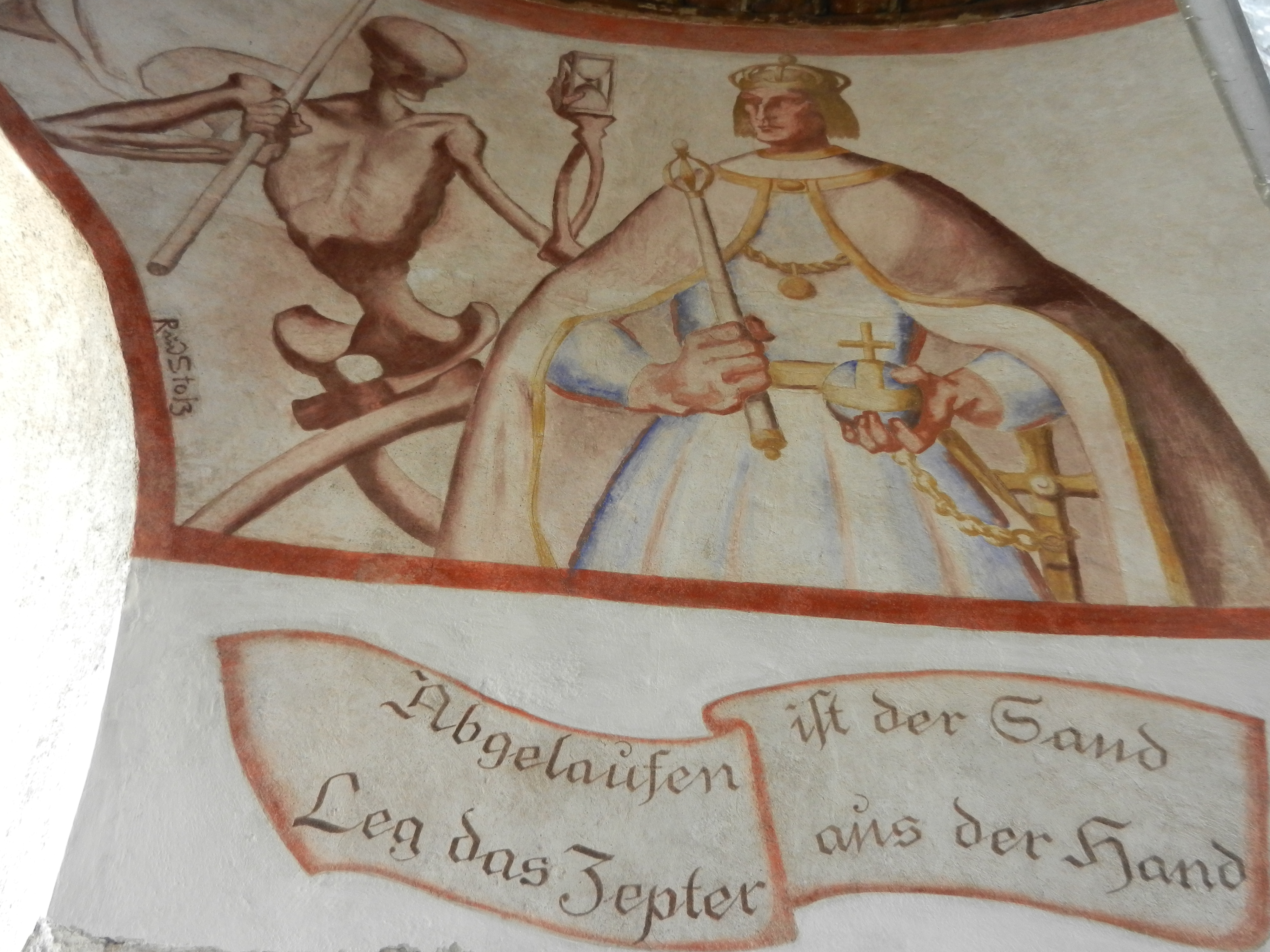
Ausschnitt aus dem Totentanz-Fresko von Rudolf Stolz (Friedhof Sexten)